# Terebra elliscrossi
Terebra elliscrossi é uma espécie de gastrópode do gênero Terebra, pertencente à família Terebridae.